# Station Aravaca
Station Aravaca is een spoorwegstation in de gelijknamige wijk van de Spaanse hoofdstad Madrid dat op 27 juli 2007 werd geopend.